# 윈윈전략
윈윈전략(win-win game,win-win strategy, ─戰略)은 두 지역에서 동시에 일어날 수 있는 전쟁을 승리로 이끌수있다는 미국 행정부의 전략이었다. 이것의 수정된 전략으로는 윈홀드윈 전략(win-hold-win)이라는 것이 제안되었는데 이것은 어느 한쪽에서 전쟁을 성공적으로 치르는 동안 다른 한쪽의 전쟁은 억제시킨 후 다시 병력을 이동시켜 결국 양쪽에서 전쟁을 승리로 이끈다는 전략이었다. 1991년 당시 국방부 장관 딕 체니(Dick Cheney)와 합참의장 콜린 파월(Colin Powell)이 제안한 군사보고서에서 거론된 후, 공식적 전략으로 1993년부터 채택되고 2000년대 초 9.11테러 이전까지 미국이 해외에서 군사분쟁에 대응하는 핵심전략 역할을 위한 근거를 제공한 것으로 알려져 있다.
그러나 최근 윈윈전략이라는 용어는 "윈윈"이라는 단축된 표현 등으로 "상호이익", "상생", "시너지 효과"등을 의미하는 용어로 사용되고 있다.
특히 시너지효과로 특징지어지는 윈윈전략은 포지티브섬(positive-sum)과 같은 넌제로섬 게임의 개념과 맥락을 같이 한다는 점이 유사하다.

## 관련 표현
- 시너지 효과[6][7]
- 상생전략[8]
- 윈윈[9][10]

## 같이 보기
- 게임이론
- 넌제로섬 게임
- 협력작용